# Liste der Straßen und Plätze in Steinbach (Dresden)

Lage der Gemarkung Steinbach in Dresden

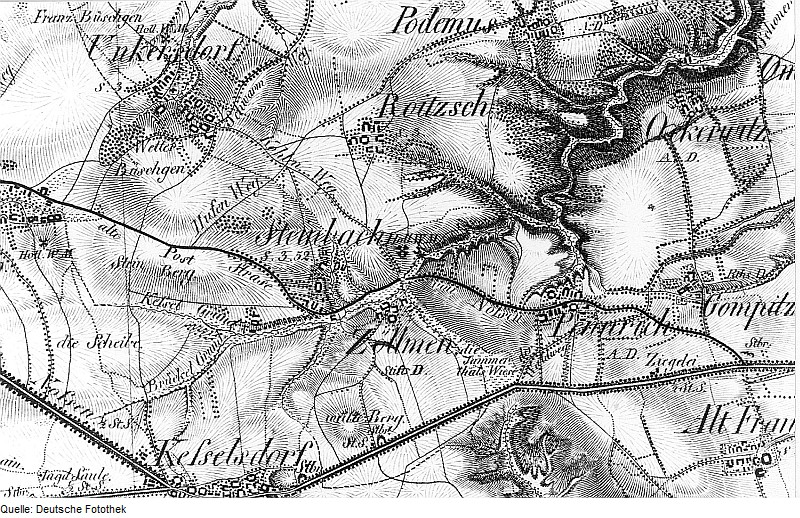
Steinbach mit den Straßen und Wegen der Umgebung auf der Oberreitschen Karte aus dem 19. Jahrhundert

Die Liste der Straßen und Plätze in Steinbach beschreibt das Straßensystem im Dresdner Ortsteil Steinbach mit den entsprechenden historischen Bezügen. Aufgeführt sind Straßen, die im Gebiet der Gemarkung Steinbach liegen. Kulturdenkmale in der Gemarkung Steinbach sind in der Liste der Kulturdenkmale in Steinbach (Dresden) aufgeführt.
Steinbach ist Teil der Ortschaft Gompitz, die wiederum zum statistischen Stadtteil Gompitz/Altfranken der sächsischen Landeshauptstadt Dresden gehört. Wichtigste Straße in der Steinbacher Flur ist die Bundesautobahn 17 (Europastraße 55) auf ihrem Abschnitt zwischen dem Autobahndreieck Dresden-West und der Anschlussstelle Dresden-Gorbitz. Sie teilt die Gemarkung unmittelbar östlich des Dorfkerns von Nord nach Süd in zwei etwa gleich große Stücke und führt in Steinbach auf die Zschonergrundbrücke hinüber nach Zöllmen. Insgesamt gibt es in Steinbach sechs benannte Straßen, die in der folgenden Liste aufgeführt sind. Außerdem führten in früherer Zeit der Kohlenweg von Zöllmen nach Unkersdorf sowie der Hufenweg nach Roitzsch über Steinbacher Flur.

## Legende
Die nachfolgende Tabelle gibt eine Übersicht über die vorhandenen Straßen und Plätze im Ortsteil sowie einige dazugehörige Informationen. Im Einzelnen sind dies:
- Name/Lage: Aktuelle Bezeichnung der Straße oder des Platzes sowie unter ‚Lage‘ ein Koordinatenlink, über den die Straße oder der Platz auf verschiedenen Kartendiensten angezeigt werden kann. Die Geoposition gibt dabei ungefähr die Mitte der Straße an.
- Länge/Maße in Metern: Die in der Übersicht enthaltenen Längenangaben sind nach mathematischen Regeln auf- oder abgerundete Übersichtswerte, die in Google Earth mit dem dortigen Maßstab ermittelt wurden. Sie dienen eher Vergleichszwecken und werden, sofern amtliche Werte bekannt sind, ausgetauscht und gesondert gekennzeichnet. Bei Plätzen sind die Maße in der Form a × b dargestellt. Der Zusatz ‚im Stadtteil‘ bzw. ‚im Ortsteil‘ gibt an, wie lang die Straße innerhalb des Stadt-/Ortsteils ist, sofern sie durch mehrere Stadt-/Ortsteile verläuft.
- Namensherkunft: Ursprung oder Bezug des Namens.
- Jahr der Benennung: Zeitpunkt, zu dem die Straße ihren heute gültigen Namen erhielt (sofern bekannt).
- Anmerkungen: Weitere Informationen bezüglich anliegender Institutionen, der Geschichte der Straße, historischer Bezeichnungen, Baudenkmalen usw.
- Bild: Foto der Straße.

## Straßenverzeichnis
| Name/Lage                    | Länge/Maße            | Namensherkunft                                                                                    | Jahr der Benennung | Anmerkungen | Bild                    |
| ---------------------------- | --------------------- | ------------------------------------------------------------------------------------------------- | ------------------ | --- | ----------------------- |
| Alte Poststraße Lage         | 1.320 m (im Ortsteil) | Frühere Funktion als Poststraße der sächsischen Landespost von Dresden über Wilsdruff nach Nossen |                    | Der frühere Postkurs setzt sich westlich von Steinbach in Kaufbach unter dem Namen Steinbacher Weg und östlich von Steinbach in Pennrich unter dem Namen Altnossener Straße fort. |                         |
| Am Mühlberg Lage             | 660 m                 | Flurname Mühlberg                                                                                 |                    | Der Mühlberg kam als Standort der früheren Steinbacher Holländerwindmühle zu seinem Namen. Die Schulzenmühle ist denkmalgeschützt. |                         |
| Am Steinhübel Lage           | 670 m (im Ortsteil)   | Flurname Steinhübel                                                                               |                    | Der Steinhübel, auch Steinberg, ist eine Erhebung am Westrand der Steinbacher Flur. Die Straße Am Steinhübel verbindet Unkersdorf und Kesselsdorf und bildet die westliche Gemarkungsgrenze Steinbachs. |                         |
| Drei-Häuser-Weg Lage         | 460 m                 | Drei Häuser, Ortslage im Westen von Steinbach                                                     |                    | Der Drei-Häuser-Weg, früher auch in der Schreibweise Dreihäuser Weg, erinnert an die jahrhundertelange Teilung Steinbachs in einen kleineren Leuteritzer („Drei Häuser“) und einen größeren Scharfenberger Teil, die beide verschiedenen Ämtern unterstanden und erst im 19. Jahrhundert zu einer Gemeinde vereinigt wurden. |                         |
| Steinbacher Grundstraße Lage | 1.250 m (im Ortsteil) | Verlauf eines Abschnitts der Straße im Zschonergrund                                              |                    | Der Zusatz Steinbacher wurde nach der 1999 erfolgten Eingemeindung nach Dresden notwendig, da es in der Landeshauptstadt zwischen Loschwitz und Bühlau bereits eine Grundstraße gab. In der Steinbacher Grundstraße sind zwei Bauerngehöfte und zwei Scheunen denkmalgeschützt.                                              | Steinbacher Grundstraße |
| Zschonergrundweg Lage        | 510 m (im Ortsteil)   | Zschonergrund                                                                                     |                    | Der Zschonergrundweg beginnt in Steinbach, wo er an der Schulzenmühle vorbeiführt, und folgt dem Zschonerbach bis nach Kemnitz, wo er zur Zschonergrundstraße wird. |                         |